# Рихтер, Надежда Михайловна
Надежда Михайловна Рихтер (урождённая Любавская, 1845 — после 1918) — известная благотворительница конца XIX — начала XX вв. Занималась просветительской деятельностью, образованием и воспитанием сельских детей. Ею было открыто несколько образцовых учебных заведений, в том числе основана церковь-школа в честь Святой мученицы Аллы Готфской.
За успехи в образовательной деятельности Надежда Михайловна получила орден Святой Екатерины.

## Биография
Надежда Михайловна Рихтер представляла старинный дворянский род Любавских.
Первый раз была выдана замуж в юном возрасте (около 14 лет) за Василия Павловича Скрипицына, который, по некоторым сведениям, был старше своей жены на 28 лет. После свадьбы переехала вместе с Василием Павловичем в старинную усадьбу Скрипицино.
При поддержке мужа открыла церковно-приходскую школу в с. Скрипицино и стала её попечительницей. В дальнейшем Надежда Михайловна взяла на себя ответственность за некоторые другие школы в округе.
В 1880-е гг. Надежда Михайловна Скрипицина вложила свои средства в постройку пятикупольного храма Покрова Пресвятой Богородицы в с. Черкасское, редкой архитектурной формы, с двумя колокольнями, по проекту известного Саратовского архитектора Салько.
В 1876 году Василий Павлович Скрипицин умер. Очень скоро Надежда Михайловна вышла замуж за племянника мужа, известного земского деятеля Александра Андреевича Рихтера.
После свадьбы, оставив Скрипицино старшей дочери от первого брака Елене, Надежда Михайлова переехала вместе с супругом в свое родовое поместье — Старую Потловку. Известно, что Рихтеры занимались овцеводством и шерсть продавали в том числе заграницу. Также на территории имения работал кирпичный завод.
В 1884 году у супругов Рихтер родилась дочь Алла. Однако осенью 1888 года в уезде началась эпидемия дифтерии, и 4 февраля 1889 года Алла Рихтер скончалась в пятилетнем возрасте. А несколько лет спустя умер Александр Андреевич Рихтер.
В память о своей дочери в 1901 году Надежда Михайловна построила однопрестольный храм во имя Святой мученицы Аллы Готфской и открыла при ней трехклассную церковно-приходскую школу. На сегодняшний день этот храм в России уникален своим посвящением. После постройки церкви в неё был перенесен гроб с телом дочери Надежды Михайловны и захоронен перед алтарем. В этой церкви находилась местночтимая икона Божией Матери «Взыскание Погибших». Икона была написана на стекле в память о явлении Богородицы после смерти Аллы.
Все оставшиеся годы жизни в Старой Потловке Надежда Михайловна посвятила образованию и воспитанию сельских детей. С того периода от Надежды Михайловны осталось много писем к своему другу и соратнику епископу Саратовскому и Тобольскому Гермогену (Долганову). В Старой Потловке была открыта школа для девочек, выпускницы которой по окончании школы могли работать учителями. В 1904 году на средства Надежды Михайловны и министерства была построена общеобразовательная школа. Лучших учеников попечительница возила в Санкт-Петербург и представляла при дворе.
Когда после Русско-японской войны страна нуждалась в поднятии патриотического духа, при поддержке Надежды Михайловны в селе были созданы «потешные полки», состоявшие из мальчиков Старой Потловки и окружных сел. Ребят обучали военному делу, строевому шагу и другим дисциплинам. Дважды они, на деньги попечительницы, отправлялись на военный смотр в Санкт-Петербург и удостаивались отдельного внимания императора Николая II. За эту деятельность Надежда Михайловна была награждена орденом Святой Екатерины.
По рассказам местных жителей, в 1918 г. она ушла из села и поселилась в городе Сердобске, но у неё вскоре реквизировали дом, и она, скрывая дворянское происхождение, проживала отшельницей где-то на окраине города до самой смерти, последовавшей в 1920-е годы.
Праправнуком Надежды Михайловны Рихтер является российский правозащитник Олег Орлов.